# Communauté de communes Grand Cognac
Die Communauté de communes Grand Cognac ist ein ehemaliger französischer Gemeindeverband mit der Rechtsform einer Communauté de communes im Département Charente in der Region Nouvelle-Aquitaine. Sie wurde am 14. Dezember 1993 gegründet und setzte sich aus 14 Gemeinden im Westen des Départements Charente zusammen. Der Verwaltungssitz befand sich in der Stadt Cognac.

## Historische Entwicklung
Mit Wirkung vom 1. Januar 2017 fusionierte der Gemeindeverband mit
- Communauté de communes de Grande Champagne,
- Communauté de communes de Jarnac sowie
- Communauté de communes de la Région de Châteauneuf

und bildete so die Nachfolgeorganisation Communauté d’agglomération du Grand Cognac.

## Ehemalige Mitgliedsgemeinden
| - Ars - Boutiers-Saint-Trojan - Bréville - Châteaubernard - Cherves-Richemont - Cognac - Gimeux | - Javrezac - Louzac-Saint-André - Merpins - Mesnac - Saint-Brice - Saint-Laurent-de-Cognac - Saint-Sulpice-de-Cognac |